# Chironomus maddeni
Chironomus maddeni är en tvåvingeart som beskrevs av Martin och Peter Scott Cranston 1995. Chironomus maddeni ingår i släktet Chironomus och familjen fjädermyggor. Inga underarter finns listade i Catalogue of Life.